# Medina lateralis
Medina lateralis är en tvåvingeart som först beskrevs av Villeneuve 1950.  Medina lateralis ingår i släktet Medina och familjen parasitflugor. Inga underarter finns listade i Catalogue of Life.